# Rugpapuaspis proxantennata
Rugpapuaspis proxantennata är en insektsart som beskrevs av Ben-dov 1991. Rugpapuaspis proxantennata ingår i släktet Rugpapuaspis och familjen pansarsköldlöss.
Artens utbredningsområde är Papua Nya Guinea. Inga underarter finns listade i Catalogue of Life.